# Peter Barlow
Peter Barlow (Norwich, 13 de outubro de 1776 — 1 de março de 1862) foi um matemático e físico inglês.

## Trabalho em matemática
Em 1801 Barlow foi indicado mestre de matemática na Academia Real Militar de Woolwich, onde permaneceu até 1847. Publicou artigos sobre matemática no The Ladies' Diary, e dentre seus livros publicados destacam-se:
- An Elementary Investigation of the Theory of Numbers (1811);
- A New Mathematical and Philosophical Dictionary (1814); e
- New Mathematical Tables (1814).

O último ficou conhecido como "Tabelas de Barlow" e fornece quadrados, cubos, raízes quadradas e recíprocos de todos os números inteiros de 1 a 10000. Estas tabelas foram reimpressa regularmente até 1965, quando os computadores tornaram-nas obsoletas. Barlow também contribuiu massivamente com a Encyclopaedia Metropolitana.

## Trabalho em física e engenharia

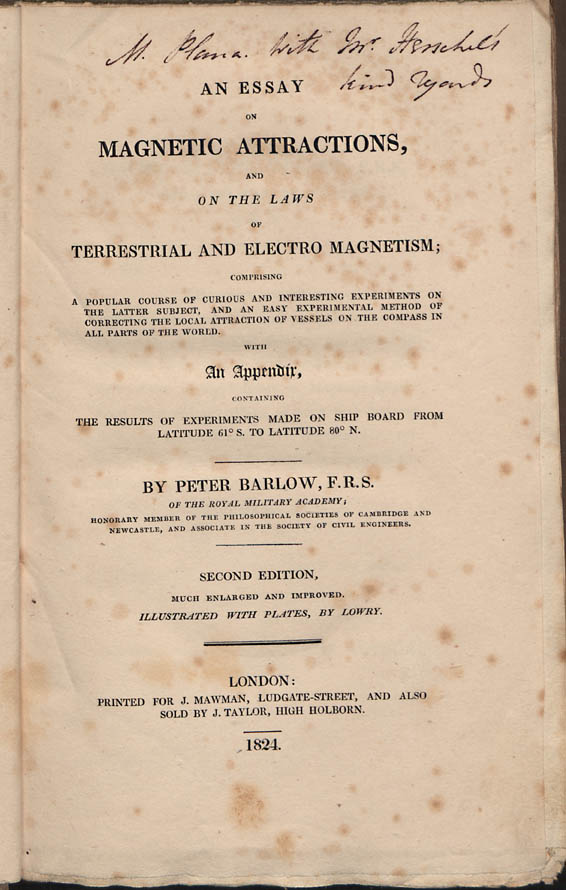
Essay on magnetic attractions, and on the laws of terrestrial and electro magnetism, 1824

Barlow fez uma contribuição fundamental à astronomia inventando, em colaboração com o óptico George Dollond, a lente de Barlow, uma lente acromática para telescópios em que dois laminas de vidro contém um líquido incolor (mais tarde trocado por um tipo diverente de vidro). Em 1823 tornou-se membro da Royal Society e dois anos depois recebeu a Medalha Copley, por seu trabalho na correção do desvio de bússolas de navios, causado pela presença de ferro no casco. Algumas destas pesquisas magnéticas foram feitas em colaboração com Samuel Hunter Christie. A roda de Barlow é um dos primeiros motores elétricos que ele inventou, enquanto a lei de Barlow é uma lei (incorreta) descrevendo a condutância elétrica.
Locomotivas a vapor receberam a atenção do gênio de Barlow, e ele fez parte das comissões ferroviárias de 1836, 1839, 1842 e 1845. Ele também fez diversas investigações para a recém formada Her Majesty's Railway Inspectorate no início da década de 1840.
Barlow contribuiu com diversos trabalhos sobre resistência dos materiais, incluindo Essay on the strength and stress of timber (1817), que contém dados experimentais coletados em Woolwich. A sexta edição (1867) desta obra foi preparada pelos dois filhos de Barlow após sua morte, com uma buiografia preparada por ambos. Barlow também aplicou seus conhecimentos sobre materiais no projeto de pontes. Seus filhos Peter William Barlow e William Henry Barlow tornaram-se notáveis engenheiros civis do século XIX.